# Kłopotliwy gość (film, 1971)
Pour plus de détails, voir Fiche technique et Distribution.
Kłopotliwy gość est une comédie polonaise réalisé par Jerzy Ziarnik, sortie en 1971.
La première diffusion du film a eu lieu lors d'une double projection avec le documentaire Obrońcy Helu du studio de cinéma Czołówka (pl).

## Fiche technique
- Titre : Kłopotliwy gość
- Titre en anglais : Troublesome Visitor
- Réalisation : Jerzy Ziarnik
- Scénario : Jerzy Ziarnik
- Musique : Jerzy Matuszkiewicz
- Son : Jan Szmańda
- Photographie : Antoni Nurzyński
- Montage : Ludmiła Godzjaszwili
- Pays :  Pologne
- Genre : Comédie
- Durée : 83 minutes
- Dates de sortie :
  - Pologne : 5 octobre 1971

## Distribution
- Bronisław Pawlik : Marian Piotrowski
- Barbara Krafftówna : Barbara Piotrowska, femme de Marian Piotrowski
- Barbara Ludwiżanka : mère de Marian Piotrowski
- Jakub Wierciak : Tomek Piotrowski
- Halina Kowalska : actrice dans un film regardé par les Piotrowski
- Henryk Bąk : Kazik, président du comité d'entreprise de PZMC
- Wiesław Gołas : chef des pompiers
- Wojciech Siemion : officier des pompiers
- Marian Łącz : conducteur de porte-bagages
- Krystyna Feldman : agent d'entretien d'école
- Jerzy Moes : Jurek, collègue de Piotrowski au PZMC
- Janina Jaroszyńska : président du comité des défauts de la coopérative
- Adrianna Godlewska : Dziunia, infirmière au bureau du PZMC
- Józef Nowak : milicien
- Ludwik Pak : paveur
- Jan Englert : membre du comité de la centrale électrique
- Ludwik Benoit : agent PZU
- Ignacy Machowski : membre du comité de la centrale électrique
- Zofia Czerwińska : employée "folle" qui s'occupait des clés dans la copropriété "Cybernetyka".
- Czesław Nowicki : lui-même, surnommé "Wicherek"
- Jan Suzin : présentateur de l'émission "Turniej miast"
- Irena Dziedzic : elle-même, présentatrice du programme "Tele-Echo"
- Ryszard Pietruski : mari de l'employée "folle" de la copropriété "Cybernetka"
- Jan Kociniak : paveur
- Karol Strasburger : milicien
- Witold Skaruch : employé de l'administration qui récupérait l'ancien appartement des Piotrowski
- Czesław Roszkowski : membre du comité des défauts de la coopérative
- Gustaw Lutkiewicz : monteur dans une centrale électrique
- Cezary Julski : pompier Kowalski
- Wanda Łuczycka : dame souhaitant voir un miracle
- Helena Gruszecka : dame souhaitant voir un miracle
- Krystyna Chimanienko : référente de la coopérative d'habitation "Cybernetka"
- Krystyna Borowicz : madame Krysia, employée du département des ressources humaines du PZMC
- Jadwiga Barańska : secrétaire du président du Conseil national
- Franciszek Pieczka : agent secret surnommé "uśmiechnięty"
- Jan Kobuszewski : médecin du travail à PZMC
- Mieczysław Czechowicz : agent secret surnommé "poważny"
- Bogdan Baer : employé du département des nuisibles domestiques du Conseil national
- Marian Opania : pompier Przesieka
- Władysław Hańcza : président du Conseil national
- Wacław Kowalski : chef du département de planification du PZMC, patron de Piotrowski
- Józef Pieracki : curé de la paroisse
- Jadwiga Chojnacka : dame souhaitant voir un miracle
- Jolanta Lothe : collègue de Piotrowski au PZMC
- Jerzy Dobrowolski : chef du département du logement au Conseil national
- Wanda Stanisławska-Lothe : voisine des Piotrowski, surnommée "Strachliwa"
- Edward Dziewoński : chef du département des ressources humaines du PZMC
- Zbigniew Hattowski : "Kłopotliwy gość"
- Zbigniew Zapasiewicz : membre du comité de la centrale électrique
- Marek Piwowski : lui-même, réalisateur du film "Rejs", invité du "Tele-Echo" d'Irena Dziedzic
- Zofia Grabińska : membre du comité des défauts de la coopérative
- Włodzimierz Nowak : "Piotr", acteur dans le film regardé par les Piotrowski